# SNCF CC 65000 sorozat
Az SNCF CC 65000 sorozat egy francia Co'Co' tengelyelrendezésű dízelmozdony  sorozat volt. 1957 és 1958  között gyártotta az Alstom. Összesen húsz db készült belőle. Az SNCF 1988-ban selejtezte.